# Крубінс
Крубінс (ірл. Crúibíní, англ. Crubeens) (назва походить від ірландського слова crúb — копито)  — свинячі ніжки — традиційна ірландська страва. Свого роду фастфуд і популярна закуска в барах у XIX–XX ст. До середини XX століття проста, традиційна їжа стала витіснятися новими та екзотичними стравами, але на початку XXI століття крубінс знову стала популярною стравою, особливо на півдні Ірландії. До свинячих ніжок в Ірландії зазвичай подають содовий хліб і міцне пиво Гіннес або Біміш, популярне на півдні. Крубінс, зазвичай, їдять руками.